# 張鵬翰 (正德進士)
張鵬翰（？—？），字運甫，號琴山，陝西慶陽府合水縣人，明朝政治人物。

## 生平
正德二年（1507年）丁卯科陝西鄉試舉人，九年（1514年）甲戌科進士。授山西襄垣縣知縣，丁母憂去職。服闋，起為益都縣知縣，擢監察御史，巡視兩浙鹽課，謫解州判官，歷陞蘇州府通判、河南府同知、南京戶部員外郎，出為河南按察司僉事，陞山東布政使司參議，引疾歸里。